# Halopyrum mucronatum
Halopyrum mucronatum là một loài thực vật có hoa trong họ Hòa thảo. Loài này được (L.) Stapf mô tả khoa học đầu tiên năm 1896.